# 9904 Mauratombelli
9904 Mauratombelli este un asteroid din centura principală, descoperit pe 29 iulie 1997, de Andrea Boattini și Luciano Tesi.